# اکسپرس.نت ایرلاینز
اکسپرس.نت ایرلاینز (به انگلیسی: Express.Net Airlines) یک شرکت هواپیمایی است که در ۱۹۷۲ میلادی تأسیس شده‌است. دفتر مرکزی اکسپرس.نت ایرلاینز در نیپلز، فلوریدا، ایالات متحده آمریکا واقع شده‌است.